# Rio São Francisco (proposta de unidade federativa)
O estado do Rio São Francisco ou simplesmente São Francisco foram designações para várias propostas rejeitadas de uma nova unidade federativa do Brasil. As propostas, ao longo de mais de 160 anos, se divergem quanto ao território. As mais recentes propuseram que a margem ocidental do rio São Francisco no Oeste Baiano, no atual estado da Bahia, fosse contemplada pela divisão. O território correspondia à área da antiga Comarca do Rio São Francisco, que, até 1824, pertenceu à então província de Pernambuco.
O estado proposto contaria com um produto interno bruto (PIB) aproximado 9.142.608.000,00 milhões, soma dos municípios segundo o IBGE 2010 que integrariam o novo estado, e um território de 174 298 quilômetros quadrados, área maior do que a de doze estados brasileiros, sendo três vezes maior que o estado do Rio de Janeiro, e oito vezes maior que Sergipe. Representa um terço da extensão territorial de toda Bahia, uma população de quase um milhão de habitantes e 35 municípios, o novo estado abrange todo o território da região e parte dos municípios da Mesorregião à margem esquerda do Vale do Rio São Francisco.
O projeto de decreto legislativo visando a um plebiscito, como parte do primeiro passo para a criação do novo estado, foi rejeitado pela Comissão de Constituição e Justiça da Câmara em 2007.

## História

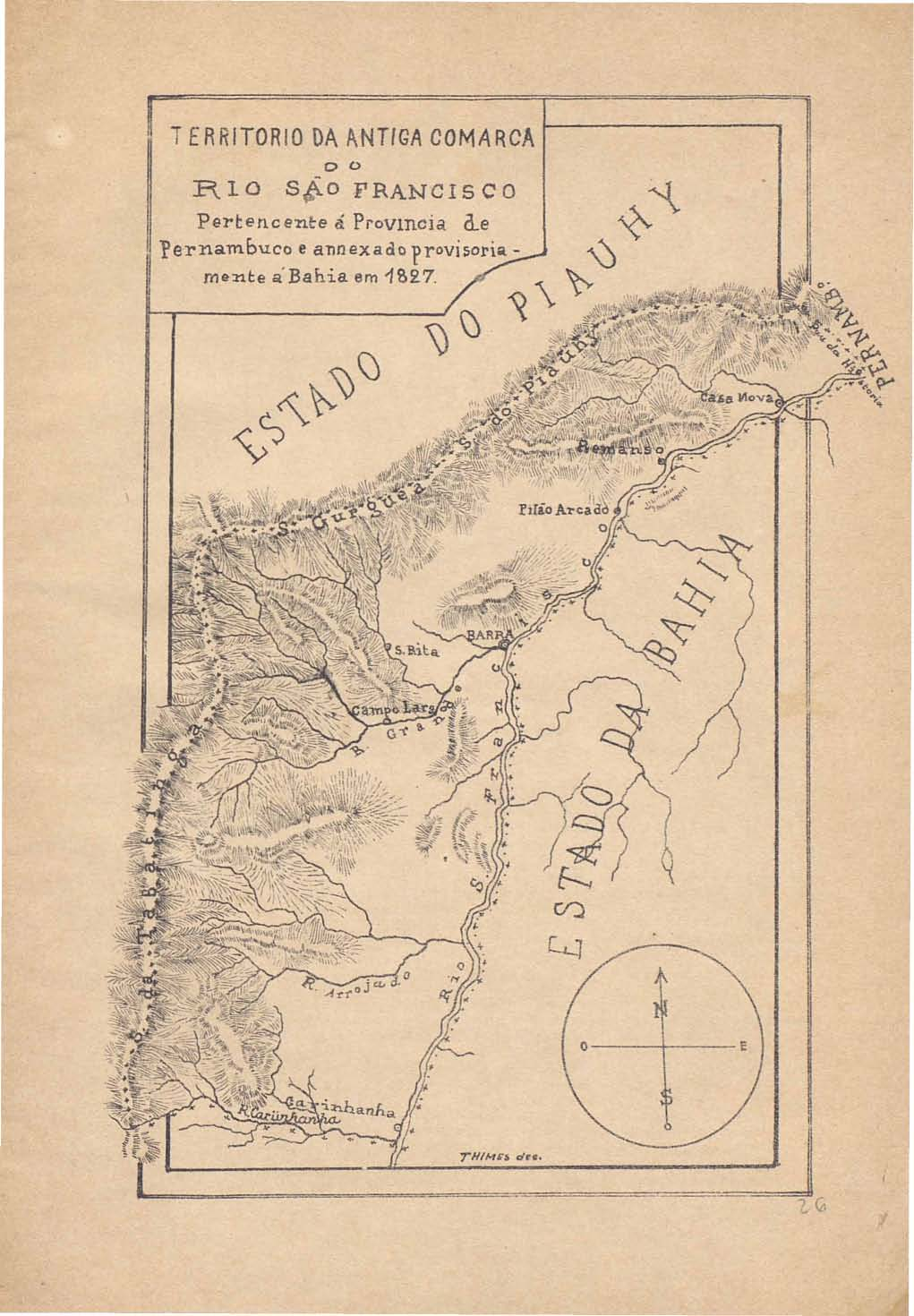
Mapa histórico da Comarca do Rio de São Francisco.

O primeiro projeto de criação de São Francisco surgiu em 19 de julho de 1850, por meio de João Maurício Wanderley, o Barão de Cotegipe. Ele propunha que o estado fosse criado e a Vila de Urubu, atual município de Paratinga, fosse emancipada e promovida como a capital do novo Estado, com o nome de União. A motivação para a criação de um novo Estado, à época, se justificava pela pouca atenção e o descaso que o Império do Brasil tinha com relação à região, que foi tirada da província de Pernambuco em 1824 devido à Confederação do Equador (movimento separatista), anexada num primeiro momento à província de Minas Gerais e, em 1827, incorporada à província da Bahia.
Atualmente, críticos apontam que existe um conflito de identidade. Segundo eles, os moradores do oeste da Bahia estão muito mais próximos culturalmente e territorialmente dos estados de Minas Gerais e Goiás do que com a região de Salvador e que, com a divisão, a aproximação com estes estados fortaleceriam a adesão de um "perfil" mais delimitado e claro para a região.
Após a Assembleia Nacional Constituinte de 1987, os discursos separatistas retornaram e ganharam maior força. O ex-prefeito do município de Luís Eduardo Magalhães, Oziel Oliveira, foi um dos líderes na recriação do movimento pró-separatista da região. As propostas recentes já não trazem Paratinga como a candidata a capital, mas apresentam Barreiras e Luís Eduardo Magalhães como as favoritas no processo e as duas, juntamente com São Desidério e Correntina, concentram a maior parte do PIB da região.
Um dos momentos mais visíveis de sentimento separatista, ocorreu em 2006 quando em decisão do dia 22/09/2006, o Supremo Tribunal Federal – STF decidiu a Ação Cível Originário – ACO-247, em favor do Estado de Goiás o litígio que envolvia o Distrito do Rosário, entre os Municípios de Posse e Correntina, conhecida por ser uma região de grande produção de milho, soja e algodão. Com a decisão a região oeste da Bahia perdeu cerca de 100 mil hectares de terra, sendo avaliada em pelo menos R$ 1 bilhão, tendo a capacidade de gerar um volume de R$ 100 milhões para os cofres públicos só em impostos para mensurar as perdas para a Bahia caso a vitória seja dos estados postulantes, técnicos da Associação dos Agricultores e Irrigantes da Bahia (AIBA) fazem dois cálculos básicos: se for plantada soja nos cerca de 100 mil hectares, a produção média esperada seria de mais de 298 milhões de toneladas. Tudo isto poderia ser revertido em algo em torno de R$ 258 milhões, com geração de 391 empregos diretos, cujos salários médios seriam de R$ 834. Se a mesma área fosse plantada com algodão, a produção estimada seria de 9,73 milhões de arrobas de pluma. A preços atuais, a renda auferida com sua comercialização alcançaria cerca de R$ 486 milhões. Isto implicaria na média de um emprego para cada 70 hectares de algodão numa área com potencial para gerar 1.163 empregos com salários médios de R$ 911. O fato foi agravado, pelo veredicto do recurso à revelia, porquanto, a ação foi perdida porque nenhum representante do Estado, autor do processo, compareceu ao julgamento.

Em 17 de agosto de 2011, foi apresentado o Projeto de Decreto Legislativo nº 355/2011 pelo então Deputado Federal Oziel Oliveira (PDT-BA), dispondo sobre a realização de plebiscito para a criação do Estado do Rio São Francisco, nos termos do inciso XV do artigo 49 da Constituição Federal. Para o deputado, a separação tem o apoio da população local. 
“A maior motivação de uma região, em obter autonomia administrativa se dá, sobretudo, em razão da distância entre os governantes e a população, que se vêem prejudicados e desassistidos em suas necessidades mais básicas, impedidos de se desenvolver e assim contribuir muito mais com o crescimento do País.”
Se o Estado do São Francisco fosse emancipado, com os 14 Municípios que compõem o território de Identidade do Oeste, a Bahia perderia 4,11% de suas riquezas, estimadas em R$ 121,5 bilhões, pelo cálculo do produto interno bruto (PIB) de 2008. Os Municípios baianos na margem ocidental do rio detêm R$ 5,3 bilhões em riquezas, de acordo com dados da Secretaria do Planejamento do Estado da Bahia. O deputado defendeu sua proposta argumentando que o desenvolvimento a ser proporcionado vai compensar o custo administrativo. 
Em seguida, por meio de um estudo divulgado pelo então governador da Bahia, Jaques Wagner, na intenção de conter os movimentos separatistas, fez críticas a proposta de divisão, apontando déficits na economia do novo estado, e afirmou: "Não se divide a Bahia. Criar um novo Estado é criar despesa, e não receita".
Em 31 de janeiro de 2015, o Projeto de Decreto Legislativo nº 355/2011 foi arquivado pela Mesa Diretora da Câmara dos Deputados (MESA), nos termos do artigo 105 do Regimento Interno da Câmara dos Deputados.[carece de fontes?]